# Blang Bladeh (Jeumpa)
Blang Bladeh is een bestuurslaag in het regentschap Bireuen van de provincie Atjeh, Indonesië. Blang Bladeh telt 1921 inwoners (volkstelling 2010).